# Estación Central de Montreal
Central de Montreal (en francés: Gare centrale de Montréal) es la principal estación de trenes de pasajeros y un importante centro de trenes de cercanías en Montreal, Quebec, Canadá. Casi 11 millones de pasajeros de ferrocarril utilizan la estación cada año, lo que la convierte en la segunda estación de tren más transitada de Canadá, después de la Union Station de Toronto.
La explanada principal ocupa casi toda la manzana delimitada por la Calle de la Gauchetière, el Bulevar Robert-Bourassa - Calle Universidad, el Bulevar René Lévesque y la calle Mansfield en el Downtown de Montreal. Su dirección y acceso vehicular principal son en La Gauchetière; El acceso peatonal está garantizado por numerosos enlaces a través de edificios vecinos. La estación está adornada con frisos art déco en bajorrelieve en su interior y exterior. El edificio de la estación y las propiedades asociadas son propiedad de Cominar REIT desde enero de 2012. Homburg Invest Inc. (rebautizada como Canmarc en septiembre de 2011) era el propietario anterior, desde el 30 de noviembre de 2007. Antes de eso, desde el inicio de la estación en 1943, había sido propiedad por la Canadian National Railway (CN).
La Estación Central está en el centro del Corredor Quebec-Windsor, el área de servicio ferroviario de trenes de pasajeros más transitada del país (comercializada como el Corredor), que se extiende desde Windsor y Sarnia en el oeste, a través de Toronto, Ottawa y Montreal. a la ciudad de Quebec en el este. Los trenes de pasajeros en la Estación Central son operados por Via Rail y Amtrak, mientras que los servicios de trenes de cercanías son operados por Exo. La estación también es un centro para el Réseau express métropolitain, que se inauguró el 31 de julio de 2023. La estación también está conectada con el sistema de metro Metro de Montreal.
La Estación Central es la segunda estación de Via Rail más transitada de Canadá, después de la Union Station de Toronto.

## Desarrollo Urbano
Con el paso de los años, el espacio vacío alrededor de la Estación Central se ha ido desarrollando gradualmente hasta el punto de que el edificio de la estación apenas es visible desde el exterior.
En 1948, la OACI construyó su sede en la parte noreste de la estación a lo largo de University Street al sur de Dorchester Street. Luego, en 1959, se construyó el Hotel Queen Elizabeth en la parte occidental, en la esquina de Dorchester y Mansfield, que fue la primera de muchas remodelaciones importantes en el área.

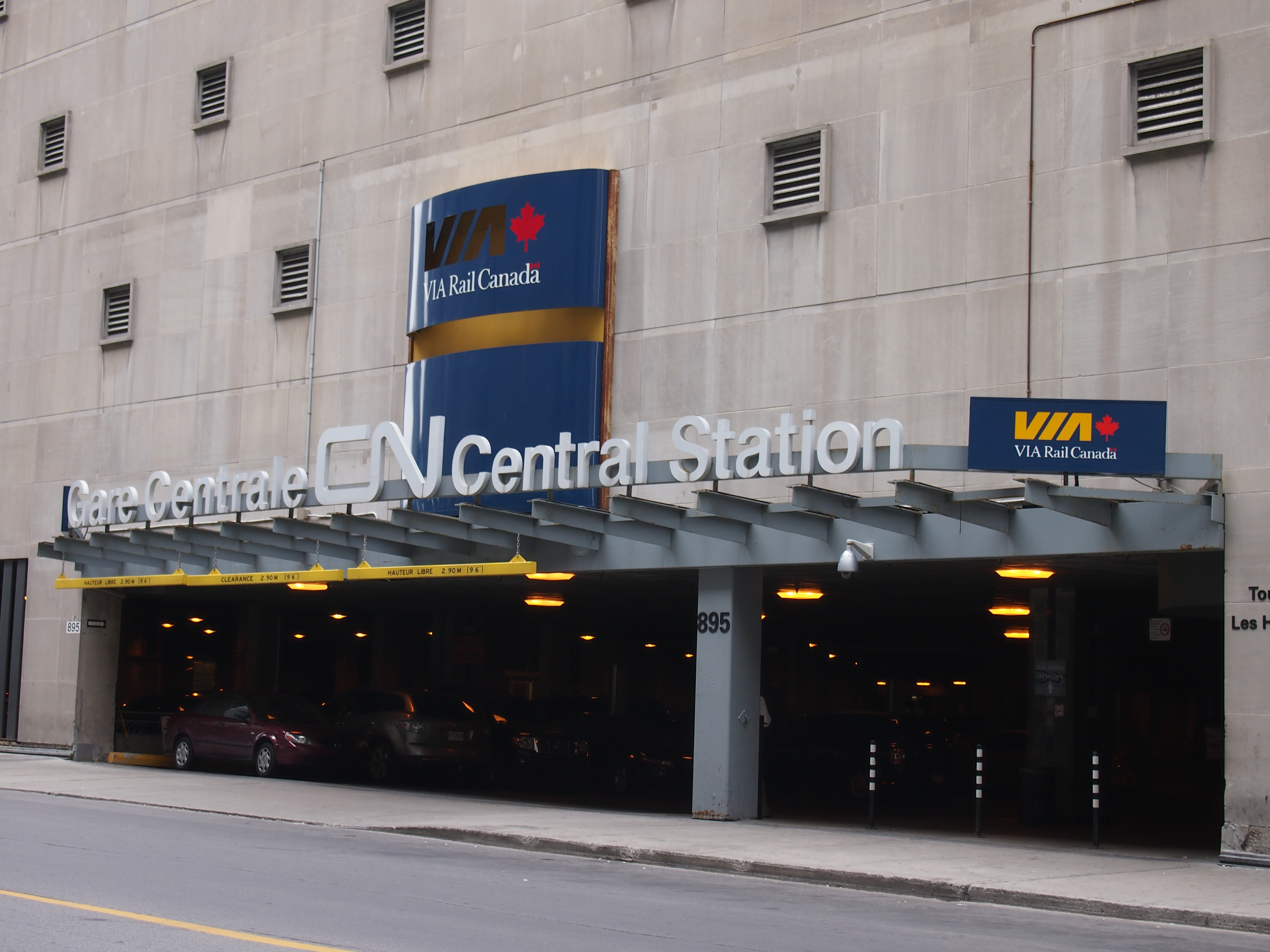
El estacionamiento de la estación.

En 1960, el antiguo edificio de la estación del túnel fue demolido para permitir la construcción de la nueva sede de la CNR y, poco después, se construyó un gran aparcamiento en la parte sur de la estación. La Torre Terminal de 1966 ocultó completamente la estación de Dorchester Boulevard.
La Calle Belmont, al este de la estación, se extendió sobre la propia estación hasta la calle Mansfield. En Belmont se encuentra la única parte visible del exterior de la estación; el resto se ha adherido a los distintos edificios construidos a lo largo de los años.
En el lado norte de Dorchester (hoy bulevar René Lévesque) se construyó el complejo de la Place Ville-Marie, que ahora incluye cuatro rascacielos cuya altura era de 45 pisos y un centro comercial subterráneo, que fue el comienzo en el Montreal subterráneo.
A mediados de la década de 1960, se construyó la Place Bonaventure sobre las vías, al sur de la calle de La Gauchetière. En 1966, la Estación Central y la Place Bonaventure fueron conectadas bajo tierra mediante la nueva estación de metro Bonaventure, llamada así en honor a la demolida estación de tren Bonaventure.
Todos estos edificios sufrieron importantes renovaciones durante los siguientes 30 años.